# Bill Armstrong (cầu thủ bóng đá Anh)
William Armstrong (3 tháng 7 năm 1913 – 1995) là một cầu thủ bóng đá người Anh.
Sinh ra ở Throckley, ông thi đấu cho Rochdale, Aston Villa, Swindon Town và Gillingham từ 1931 đến 1938, có hơn 130 lần ra sân ở Football League.